# Список эпизодов телесериала «Звёздные врата: Атлантида»
Ниже приведен список и описание серий американского научно-фантастического телевизионного сериала «Звёздные врата: Атлантида».
Сериал выходил на экраны с 16 июля 2004 года по 9 января 2009 года, показано 100 эпизодов.

## Обзор
| Сезон | Сезон   | Кол-во эпизодов | Премьера                   | Выход на DVD (R1) |
| ----- | ------- | --------------- | -------------------------- | ----------------- |
|       | 1 сезон | 20              | 2004—2005 (Sci-Fi Channel) | 15 ноября 2005    |
|       | 2 сезон | 20              | 2005—2006 (Sci-Fi Channel) | 6 марта 2007      |
|       | 3 сезон | 20              | 2006—2007 (Sci-Fi Channel) | 18 сентября 2007  |
|       | 4 сезон | 20              | 2007—2008 (Sci-Fi Channel) | 8 июля 2008       |
|       | 5 сезон | 20              | 2008—2009 (Sci-Fi Channel) | 9 января 2009     |

## 1 сезон (2004—2005)
| № общий | № в сезоне | Название                                    | Дата премьеры    |
| --- | ---------- | ------------------------------------------- | ---------------- |
| 1 | 1          | «Пробуждение. Часть 1» «Rising. Part One»   | 16 июля 2004     |
| Дэниел Джексон находит восьмизначный адрес, который можно набрать только в аванпосте древних в Антарктиде, где были найдены вторые Звёздные врата. Адрес позволяет переместиться в далекую галактику Пегас, куда 5-10 миллионов лет назад ушли древние вместе со своим легендарным городом Атлантидой (Атлантисом). Однако экспедиция, отправившаяся туда, находит город пустым и погруженным под воду. МНТ истощены, энергии недостаточно ни на поддержание щита, ни на возвращение на Землю. Исследователи Атлантиды вынуждены искать новый дом в галактике Пегас. |            |                                             |                  |
| 2 | 2          | «Пробуждение. Часть 2» «Rising. Part Two»   | 16 июля 2004     |
| Деревня атозианцев переживает нападение рейфов. Многие жители забраны на корабли-ульи. Вместе с ними и полковник Самнер. Оставшихся жителей майор Шеппард перемещает на Атлантиду, чем вызывает перегрузку щита и систем обеспечения. Но вместо затопления город поднимается на поверхность. |            |                                             |                  |
| 3 | 3          | «Игра в прятки» «Hide and Seek»             | 23 июля 2004     |
| Доктору Бекетту удается привить Родни Маккею ген древних, и тот сразу надевает на себя персональное защитное поле. Во время игры в прятки мальчик-атозианец заблудился в городе и случайно выпустил на свободу древнее энергетическое существо, питающееся электричеством. Высасывая энергию из генераторов, оно становится все больше и больше. |            |                                             |                  |
| 4 | 4          | «38 минут» «Thirty-Eight Minutes»           | 30 июля 2004     |
| К шее майора Шеппарда присосался инопланетный жук, питающийся жизнью, как и рейфы. Экипаж падл-джампера стремится быстрее вернуться на Атлантиду, чтобы помочь ему, но корабль застревает во вратах. У Маккея есть только 38 минут, чтобы починить джампер, прежде чем врата закроются. |            |                                             |                  |
| 5 | 5          | «Подозрение» «Suspicion»                    | 6 августа 2004   |
| Команда майора Шеппарда, отправляясь на исследование других планет, постоянно натыкается на засады рейфов. Атлантийцы думают, что в городе появился шпион. Основное подозрение падает на атозианцев. У Тейлы находят передатчик рейфов, встроенный в амулет. |            |                                             |                  |
| 6 | 6          | «Конец детства» «Childhood`s End»           | 13 августа 2004  |
| Паддл-джампер теряет управление и падает на планету, где люди живут только до 24 лет, а потом приносят себя в жертву. Они уверены, что именно это защищает их от нападения рейфов. Маккей же считает, что причина в силовом поле, окружающем селения, которое поддерживает МНТ. |            |                                             |                  |
| 7 | 7          | «Отравленный источник» «Poisoning the Well» | 20 августа 2004  |
| Ученые планеты Хофф много лет пытаются изобрести вакцину, которая бы делала людей «несъедобными» для рейфов. Беккет помогает усовершенствовать его. Атлантийцы разрешают провести эксперимент с их пленным рейфом. Однако вакцина имеет не просто защитный эффект. |            |                                             |                  |
| 8 | 8          | «Подполье» «Underground»                    | 27 августа 2004  |
| Тейла знакомит атлантийцев с дженаями — простым народом фермеров. Жители Атлантиды пытаются договориться с ними о поставках продовольствия. Но случайно Маккей и Шеппард обнаруживают подземный бункер и узнают, что дженаи гораздо более развитая нация. Подземный город — их защита от рейфов. |            |                                             |                  |
| 9 | 9          | «Дом» «Home»                                | 10 сентября 2004 |
| Команда Шеппарда обнаруживает планету, покрытую заряженным туманом. Его энергии хватит, чтобы попасть на Землю через врата. Шеппард, Вейр, Маккей, Тейла и Форд отправляются домой, но там они узнают, что у них нет возможности вернуться обратно на Атлантиду, так как космический корабль «Прометей» поврежден. Да и вокруг творятся странные вещи. |            |                                             |                  |
| 10 | 10         | «Шторм (первая часть)» «The Storm»          | 17 сентября 2004 |
| На город надвигается шторм. Атозианцы и атлантийцы вынуждены эвакуироваться на другую планету. У Маккея и Зеленки есть план, как защитить город. Маккей, Вейр и Шеппард остаются на Атлантиде, чтобы реализовать его. Дженаи, воспользовавшись беззащитностью города, захватывают Атлантиду. |            |                                             |                  |
| 11 | 11         | «Глаз (вторая часть)» «The Eye»             | 8 ноября 2004    |
| Шторм практически накрыл город. Маккей и Вейр в заложниках у командующего Колы. Шторм на материке на некоторое время стих. Беккет, Тейла и Форд решают вернуться на Атлантиду, чтобы помочь Шеппарду. Майор старается не допустить прибытия в город солдат дженаев. |            |                                             |                  |
| 12 | 12         | «Непокорный» «The Defiant One»              | 15 ноября 2004   |
| Шеппард, Маккей и ещё двое ученых, обследуя спутник древних, улавливают слабый сигнал бедствия рейфов с ближайшей планеты. Приземлившись, они обнаруживают пустой повреждённый корабль рейфов. Но оказывается, что на борту есть один выживший рейф, очень голодный и во что бы то ни стало желающий убраться с планеты. |            |                                             |                  |
| 13 | 13         | «Горячая зона» «Hot Zone»                   | 22 ноября 2004   |
| Во время осмотра повреждений, нанесённых штормом, двое ученых заражаются неким вирусом. Он вызывает галлюцинации, разрыв сосудов головного мозга, смерть наступает через несколько часов. Город объявляет карантин. Маккей уверен, что следующий он. Беккет пытается решить проблему. |            |                                             |                  |
| 14 | 14         | «Убежище» «Sanctuary»                       | 29 ноября 2004   |
| Прыгун Шеппарда спасается от погони. Внезапно стрелы рейфов поражает какая-то энергетическая волна, исходящая с планеты. Атлантийцы предполагают, что это особое оружие, но местные жители уверяют, что рейфы не нападают на них, потому что их планету оберегает богиня Атор. |            |                                             |                  |
| 15 | 15         | «Прежде, чем я усну» «Before I Sleep»       | 6 декабря 2004   |
| В одном из отсеков Атлантиды Тейла, Шеппард и Форд находят стазисную кабину с очень старой женщиной внутри. Судя по показаниям, она провела там 10000 лет. Атлантийцы оживляют её, считая, что она древняя. Однако проснувшаяся женщина сообщает, что она — доктор Элизабет Вейр из параллельного пространства. |            |                                             |                  |
| 16 | 16         | «Братство» «The Brotherhood»                | 3 января 2005    |
| Атлантийцы ищут МНТ на одной из планет, указанных в списке старой Вейр. По легенде здесь существовало братство, которое прятало некую вещь, называемую «потентией», которую они получили от древнего. Дорога к ней зашифрована. Дженаи, узнав о появлении атлантийцев, также хотят получить «потентию». |            |                                             |                  |
| 17 | 17         | «Письмо с Пегаса» «Letters from Pegasus»    | 10 января 2005   |
| Через 2 недели корабли рейфов долетят до Атлантиды. Атлантийцы хотят отправить письмо на Землю, среди полученных сведений они решают послать и личные сообщения от всех жителей Атлантиды. Шеппард и Тейла в это время застревают на одной из планет, атакуемых рейфами. |            |                                             |                  |
| 18 | 18         | «Дар» «The Gift»                            | 17 января 2005   |
| Тейле по ночам снятся кошмары, в которых она видит рейфов на Атлантиде. Она пытается разобраться в своей способности предчувствовать приближение рейфов. Беккет, анализируя её кровь, делает странное открытие: у Тейлы есть ген рейфов. |            |                                             |                  |
| 19 | 19         | «Осада. Часть 1» «The Siege. Part One»      | 24 января 2005   |
| Древние имели не только один город в этой системе, но и оборонные точки. Учёные Атлантиды нашли один из обесточенных защитных комплексов, который мог бы помочь в защите от рейфов. Но для того, чтобы заставить оружие работать, одному из ученых, отправившихся на него для ремонта, нужно остаться. |            |                                             |                  |
| 20 | 20         | «Осада. Часть 2» «The Siege. Part Two»      | 31 января 2005   |
| К Атлантиде приближаются корабли Рейфов, а у города до сих пор нет ни щита, ни какой-либо другой защиты. Доктор Вейр готовит план отступления через звёздные врата, как неожиданно для всех, с Земли приходит первая помощь в виде вооружённых тяжёлым оружием морпехов под командой полковника Эверетта. Начинается первая волна наступления. Шеппард предлагает попросить атомные бомбы у дженаев и послать их на корабль-улей на паддл-джампере. |            |                                             |                  |

## 2 сезон (2005—2006)
| № общий | № в сезоне | Название                                          | Дата премьеры    |
| --- | ---------- | ------------------------------------------------- | ---------------- |
| 21 | 1          | «Осада. Часть 3» «The Siege. Part 3»              | 15 июля 2005     |
| Майор Шеппард спасен подоспевшим на помощь Атлантиде земным крейсером «Дедалом». Корабль привёз на Атлантиду МНТ, над городом поднимают щит. В это время в городе найден лейтенант Форд, рейф успел ввести в него фермент, который изменил Эйдена. Оружие азгардов и их лучевые технологии сбивают несколько кораблей, но оставшихся слишком много. |            |                                                   |                  |
| 22 | 2          | «Злоумышленник» «The Intruder»                    | 22 июля 2005     |
| Доктор Вейр, доктор Маккей и подполковник Шеппард возвращаются на Атлантиду с Земли на «Дедале», когда на борту начинают происходить странные неполадки. Родни приходит к выводу, что в них виноват компьютерный вирус, загруженный рейфами. |            |                                                   |                  |
| 23 | 3          | «Беглец» «Runner»                                 | 29 июля 2005     |
| В поисках Форда команда подполковника Шеппарда попадает на планету, где живёт Ронон Декс, беглец. Рейфы приходят в этот мир поохотиться на него, а он охотится на них. В его спину вставлен передатчик, поэтому Декс не может уйти отсюда. Беккет готов помочь ему. |            |                                                   |                  |
| 24 | 4          | «Дуэт» «Duet»                                     | 5 августа 2005   |
| Стрела рейфов подобрала доктора Маккея и лейтенанта Кедмен. Корабль сбит, но достать можно только одного. Случайно это оказывается Родни. Но так же оказывается, что Зеленка что-то напутал, поэтому в Маккее, кроме его сознания, живёт сознание Кедмен. |            |                                                   |                  |
| 25 | 5          | «Заключенные» «Condemned»                         | 12 августа 2005  |
| Атлантийцы обнаружили планету, где врата находятся на острове, служащем тюрьмой. Заключённые были настроены крайне агрессивно, но официальные власти вовремя пришли на помощь гостям. Так команда Шеппарда обнаружила, что в галактике Пегаса, под самым носом у рейфов, есть довольно продвинутая в техническом плане цивилизация. Подозрение вызывает лишь то, какую цену они платят за возможность такого развития. |            |                                                   |                  |
| 26 | 6          | «Тринити» «Trinity»                               | 19 августа 2005  |
| На орбите одной из планет обнаружено множество обломков кораблей, явно погибших в ужасной битве. Некоторые из них определённо принадлежали рейфам. На самой планете единственный уцелевший объект — оружейная установка Древних, но внимание Маккея привлекает её источник питания, работающий он был бы лучше МНТ. Родни решает, что сможет исправить все ошибки Древних, восстановив и генератор, и оружие. |            |                                                   |                  |
| 27 | 7          | «Инстинкт (первая часть)» «Instinct»              | 26 августа 2005  |
| Деревенских жителей одной из планет терроризирует неизвестный монстр, по описанию подозрительно напоминающий рейфа. Команда Шеппарда вызывается помочь местным жителям в его поимке. Через некоторое время поиски приводят их в пещеру, где живут пожилой мужчина и девочка-рейф. Старик утверждает, что смог синтезировать препарат, помогающий рейфу питаться обычной пищей. |            |                                                   |                  |
| 28 | 8          | «Превращение (вторая часть)» «Conversion»         | 9 сентября 2005  |
| Рана, полученная Шеппардом на предыдущем задании, неожиданно быстро затянулась. Через некоторое время все начинают замечать странности в поведении Джона. Доктор Беккет обнаруживает, что в кровь подполковника попал ретровирус, который должен блокировать в ДНК рейфов участки, доставшиеся им от жука Иратуса, но действует прямо противоположным образом. Если команде врачей не удастся срочно восстановить Шеппарда на генетическом уровне, он превратится в насекомое. |            |                                                   |                  |
| 29 | 9          | «Аврора» «Aurora»                                 | 23 сентября 2005 |
| Дальнейшее изучение технологий Атлантиды позволяет обнаружить корабль Древних на самой окраине галактики Пегаса. Команда Шеппарда на «Дедале» отправляется за ним, но обнаруживают, что рейфы опередили их. Корабль-разведчик удаётся уничтожить, но приходится спешить, поскольку рейфы успели вызвать помощь. На «Авроре» Атлантийцы находят около 2200 камер стазиса с чрезвычайно постаревшими Древними внутри. Маккей обнаруживает, что камеры поддерживают ментальную связь друг с другом, создавая некую виртуальную среду. Шеппард погружается в одну из камер, чтобы войти в сеть. Там он обнаруживает весь экипаж «Авроры», который спешит вернуться домой, не подозревая, что всё окружающее не реально. Тем временем Ронон и Тейла находят в одной из камер рейфа. |            |                                                   |                  |
| 30 | 10         | «Потерянные парни (первая часть)» «The Lost Boys» | 23 сентября 2005 |
| Во время одной из миссий неизвестные нападают на команду Шеппарда и проводят к себе на планету. Там выясняется, что эти люди — банда Форда, которую он посадил на фермент. Теперь они разрабатывают собственные операции против рейфов. В одной из них им понадобилась помощь Шеппарда, для этого его команда и была захвачена, а чтобы в будущем доказать пользу фермента Вейр, Форд обманом и силой заставил принимать его всех, кроме Джона. |            |                                                   |                  |
| 31 | 11         | «Улей (вторая часть)» «The Hive»                  | 21 ноября 2005   |
| Остатки банды Форда и команда Шеппарда пытаются бежать из камеры на корабле-улье. По пути Джон решает помочь людям, законсервированным в коконах, и беглецы снова оказываются пойманы рейфами. Постепенно действие фермента начинает проходить, и у принимавших его начинается ломка. Тем временем Маккею удаётся бежать из пещеры, где его держали люди Форда, за помощью на Атлантиду. |            |                                                   |                  |
| 32 | 12         | «Прозрение» «Epiphany»                            | 28 ноября 2005   |
| Джон оказывается в поле расширения времени, и пока Родни только удаётся выяснить это, Шеппард уже отчаивается дождаться помощи и начинает исследовать окрестности внутри поля. Он обнаруживает небольшое поселение, жители которого проводят всё время в медитациях, следуя по пути к вознесению. Джон ещё не знает, что за несколько часов, что атлантийцы ищут способ вызволить его, ему придётся провести в монастыре несколько месяцев. |            |                                                   |                  |
| 33 | 13         | «Критическая масса» «Critical Mass»               | 5 декабря 2005   |
| На Земле, в Командном центре Звёздных врат получена информация, что гоа'улды, захватившие Трест, смогли проникнуть на Атлантиду и заложить там бомбу, которая сдетонирует, как только будет открыта червоточина на Землю — и это должно произойти через пару часов. Доктору Ли удаётся придумать способ, как с помощью «Дедала» вовремя переслать сообщение на Атлантиду, но и после этого опасность не миновала: бомба запустила сигнал бедствия, который привлёк внимание крейсеров рейфов. Пока Маккей и Кедмен пытаются найти способ спасти город, Вейр начала поиски лазутчика. |            |                                                   |                  |
| 34 | 14         | «Грейс под давлением» «Grace Under Pressure»      | 12 декабря 2005  |
| Испытание джампера после ремонта заканчивается неудачей, и корабль падает в океан. Лобовое стекло не выдержало давления воды, но Маккею удалось вовремя скрыться в заднем отсеке джампера. От сотрясения, полученного при падении, а также от вечной необходимости говорить с кем-то, его сознание порождает видение Саманты Картер. Пока Маккей спорит сам с собой о спасении, Шеппард и Зеленка готовят свою спасательную операцию. |            |                                                   |                  |
| 35 | 15         | «Башня» «The Tower»                               | 19 декабря 2005  |
| Знакомство с очередным аграрным обществом приносит сюрприз. Жители деревни рассказывают, что планету многие поколения защищает некая башня. На деле оказывается, что башня чрезвычайно напоминает центральный шпиль Атлантиды, а защитное оружие — управляемые снаряды. Инцидент в деревне приводит к тому, что Шеппард вынужден посетить аудиенцию у лорда-защитника и попасть в самую гущу интриг королевского двора. |            |                                                   |                  |
| 36 | 16         | «Долгое прощание» «The Long Goodbye»              | 2 января 2006    |
| На орбите луны одной из планет команда атлантийцев находит две спасательные капсулы. Во время осмотра энергия переносит сознание женщины из капсулы в Вейр. Женщина сообщает, что их корабль был уничтожен рейфами, и просит дать проститься с мужем, который покоится во второй капсуле. Когда сознание мужчины оказывается в Шеппарде, выясняется, что пара — не супруги, а старые враги, которые хотят свести прежние счёты. |            |                                                   |                  |
| 37 | 17         | «Государственный переворот» «Coup D'Etat»         | 9 января 2006    |
| Пока Шеппард расследует исчезновение команды майора Лорна, на Атлантиду прибывает один из дженаев, объявленный у себя на родине вне закона. Он просит у доктора Вейр помощи в свержении шефа Кауэн. Элизабет готова согласиться, но только в обмен на МНТ. Когда на Атлантиду прибывает большая группа дженаев, но модуль с собой не приносит, Вейр начинает подозревать ловушку. Тем временем Джон снова сталкивается с шефом Кауэном и узнаёт, что дженаи решили захватить флот паддл-джамперов, чтобы с их помощью уничтожать корабли рейфов, жертвуя своими жизнями. |            |                                                   |                  |
| 38 | 18         | «Майкл» «Michael»                                 | 16 января 2006   |
| Молодой лейтенант приходит в сознание в медчасти Атлантиды, но ничего не помнит о своём прошлом. Из-за того, что все слишком внимательны к нему, Майкл Кенмор начинает подозревать, что в его прошлом есть какая-то тайна. Выясняется, что он был рейфом и стал объектом для испытания ретровируса доктора Беккета, блокирующего гены жука Иратуса. Тем временем Ронон начинает подозревать, что внешнее обращение рейфа в человека не изменило его сознания. |            |                                                   |                  |
| 39 | 19         | «Ад» «Inferno»                                    | 23 января 2006   |
| Команда атлантийцев изучала технологию одной из планет, когда Маккей обнаружил, что одно из поселений находится прямо на гигантском вулкане, а частые землетрясения говорят о скором и неизбежном извержении. Вейр разрешает временно эвакуировать жителей на Атлантиду, но в это время вулкан просыпается и поглощает врата. Команда Шеппарда оказывается в ловушке на планете, единственный выход — неисправный корабль Древних, идентичный «Авроре», найденный на планете. Доктор Вейр со своей стороны отправляет на помощь «Дедал», но ситуация усложняется тем, что к планете приближается корабль рейфов. |            |                                                   |                  |
| 40 | 20         | «Союзники (первая часть)» «Allies»                | 30 января 2006   |
| Гражданские войны между группировками рейфов привели к тому, что Майкл, некогда обращённый ретровирусом Беккета в человека, вернулся на Атлантиду вместе с небольшой группой своих единомышленников, чтобы предложить объединить усилия в борьбе против остальных рейфов. Для этого Карсон должен придумать способ распространять ретровирус по воздуху. Но пока все надеются, что обрели новых союзников, подозрения не дают Ронону покоя. |            |                                                   |                  |

## 3 сезон (2006—2007)
| № общий | № в сезоне | Название                                            | Дата премьеры    |
| --- | ---------- | --------------------------------------------------- | ---------------- |
| 41 | 1          | «Нейтральная полоса (вторая часть)» «No Man's Land» | 14 июля 2006     |
| Драматическая ситуация, в которой атлантийцы и вся галактика Млечного Пути оказались в финале второго сезона, получит неожиданную развязку. Тем временем Элизабет Вейр придется доказать, что она по праву занимает своё место, и найти общий язык с инспектором Международного комитета с Земли — Ричардом Вулси. |            |                                                     |                  |
| 42 | 2          | «Незаконнорожденный (третья часть)» «Misbegotten»   | 21 июля 2006     |
| Экипаж корабля-улья практически полностью превратился в людей. Убить их атлантийцам не позволяет мораль, поэтому они перевозят этих обращенных на отдельную планету, где сообщают, что все они больны, а потеря памяти — просто побочный эффект. Но среди них есть и Майкл, который чувствует, что здесь что-то не так, и поднимает восстание. Беккет попадает в ловушку. |            |                                                     |                  |
| 43 | 3          | «Неотразимый» «Irresistible»                        | 28 июля 2006     |
| Команда Шеппарда встречает неприятного человека. Вернее неприятным он кажется им только сначала, а потом становится все милее и милее. Никто не в силах сопротивляться его странному очарованию. А он становится практически хозяином Атлантиды. |            |                                                     |                  |
| 44 | 4          | «Сатеда» «Sateda»                                   | 4 августа 2006   |
| Рейфы захватили Декса и вернули его на родную планету. Снова став жертвой в охоте рейфов, Ронон вынужден ещё раз пережить своё прошлое. Но атлантийцы не собираются бросать друга в беде. «Дедал» отправляется на Сатеду. |            |                                                     |                  |
| 45 | 5          | «Потомки (первая часть)» «Progeny»                  | 11 августа 2006  |
| Команда во главе с Вейр посещает высокоразвитую цивилизацию, которая рассталась с атлантийцами тысячи лет назад, и чья технология безумно напоминает древних. Земляне готовы на все ради МНТ, но новые знакомые не очень-то хотят делиться. Кроме того, похоже, они ненавидят и древних, и Атлантиду, и людей, в нём живущих. |            |                                                     |                  |
| 46 | 6          | «Реальный мир (вторая часть)» «The Real World»      | 18 августа 2006  |
| Элизабет Вейр пробуждается в психиатрической лечебнице, где ей рассказывают, что экспедиция на Атлантиду и Звёздные врата — лишь продукты её воображения. Элизабет то верит, что больница реальна, то вдруг начинает видеть странные образы, которые говорят ей, что на самом деле реальна Атлантида. |            |                                                     |                  |
| 47 | 7          | «Точка соприкосновения» «Common Ground»             | 25 августа 2006  |
| Подполковник Шеппард — заложник дженайского командующего Акастуса Коли. Коля требует, чтобы Лейдон Радим сдался ему, и тогда дженаи признают командующего новым лидером. А для большего убеждения Коуди обещает, что пленный Рейф будет высасывать из Шеппарда жизнь каждые 3 часа. У атлантийцев немного времени для раздумья. |            |                                                     |                  |
| 48 | 8          | «Маккей и миссис Миллер» «McKay and Mrs. Miller»    | 8 сентября 2006  |
| Ради семьи Джинни — сестре Родни Маккея — пришлось оставить карьеру блестящего ученого. Но видимо, гениальность — семейная черта Маккеев, поэтому однажды Джинни изобретает альтернативу МНТ, что сразу же заинтересовало командование Звёздных врат. |            |                                                     |                  |
| 49 | 9          | «Видения» «Phantoms»                                | 15 сентября 2006 |
| Команда атлантийцев пытается вернуться на базу, но попадает под обстрел, когда врата оказываются недоступны. В это время соратники Шеппарда начинают вести себя странно, попав под влияние технологии рейфов. Позже и вся окружающая действительность начинает казаться неестественной. |            |                                                     |                  |
| 50 | 10         | «Возвращение. Часть 1» «The Return. Part 1»         | 22 сентября 2006 |
| Генерал Джек О'Нилл вызван в Атлантиду, чтобы помочь в борьбе с расой асуранцев — древними аналогами человекоподобных репликаторов. Городу угрожает полный захват асуранцами, но в это время появляется корабль древних. Древние фактически выгоняют землян с Атлантиды. |            |                                                     |                  |
| 51 | 11         | «Возвращение. Часть 2» «The Return. Part 2»         | 20 ноября 2006   |
| Асуранцы захватили Атлантиду и уничтожили всех древних. Команда Шеппарда должна вернуться в город и придумать способ спасти Джека О’Нилла и Ричарда Вулси. |            |                                                     |                  |
| 52 | 12         | «Миражи» «Echoes»                                   | 27 ноября 2006   |
| Тейлу преследует видение что-то кричащей женщины и обгоревшего мужчины. Беккет наблюдает за медицинской бригадой, оперирующей человека с сильнейшими ожогами, но внезапно видение исчезает. В это время Маккей работает над устройством для общения с атлантийскими косатками. Неожиданно оказывается, что они подражают языку древних. |            |                                                     |                  |
| 53 | 13         | «Невменяемый» «Irresponsible»                       | 4 декабря 2006   |
| Атлантийцы вновь встречаются с Люсиусом Лавином, который теперь на другой планете манипулирует непросвещенными жителями. Команда Шеппарда обнаруживает, что в своих «героических» инсценировках обманщик использует бывших гвардейцев Кауэна, после переворота работающих по найму. Тогда же на планету со своим личным интересом прибывает Акастус Кола. |            |                                                     |                  |
| 54 | 14         | «Дао Родни» «The Tao of Rodney»                     | 11 декабря 2006  |
| Благодаря машине древних, у Маккея возросли умственные способности. Его мозг может понимать вещи, которые остальным не подвластны. Он хочет перепрограммировать использование Атлантидой МНТ, а остальные даже не представляют, что он делает. Позже выясняется, что машина древних была предназначена для изменения ДНК, чтобы приблизить человека к вознесению. Но ментально к этому нужно было готовиться всю жизнь. Если подвести тело к вознесению, когда мозг будет к этому ещё не готов, человек просто умрет. |            |                                                     |                  |
| 55 | 15         | «Игра» «The Game»                                   | 18 декабря 2006  |
| Шеппард и Маккей играют в компьютерную игру древних, где нужно строить свою цивилизацию. Уже 2 года Маккей развивает своё Королевство Гелдар технологически, во главе его стоит очаровательная Нола, подозрительно похожая на Саманту Картер. Но, оказалось, что это вовсе не игра. Эти горожане на самом деле реальные люди и проживают на одной из планет в галактике Пегас. Команда Шеппарда попадает на эту планету, где в Родни признают Оракула, и просят помощи в борьбе с Хелоной, агрессивной соседней страной, которую развивал Шеппард в игре. |            |                                                     |                  |
| 56 | 16         | «Ковчег» «The Ark»                                  | 8 января 2007    |
| Команда Шеппарда обнаруживает в луне одной из планет космическую станцию, где устройство телепортации рейфов было трансформировано в устройство хранения людей. Сама планета была полностью уничтожена — цивилизация выбрала такой путь, чтобы спастись от рейфов. Первым просыпается создатель устройства — Герик, но он обнаруживает, что его семьи нет рядом. Тогда он пробуждает лидера своего народа — Джеймуса, и тот сообщает, что его семью спасти не успели. Тогда Герик решает, что и всему остальному народу жить не стоит. |            |                                                     |                  |
| 57 | 17         | «Воскресенье» «Sunday»                              | 15 января 2007   |
| Воскресенье на Атлантиде впервые объявлен всеобщим выходным. Но не все находят себе занятие, чтобы отвлечься от работы. Молодому ученому Майку Брентону с трудом удается уговорить Элизабет оставить работу и пообедать с ним. Как она ни сопротивлялась, но закончился обед на одном из живописных пирсов Атлантиды. Вейр не знала, как реагировать, когда Майк начал целовать её, однако в это время поступило сообщение о сильнейшем взрыве в городе, в результате которого погибли люди. Ещё один взрыв убивает в числе прочих доктора Карсона, его тело сослуживцы отправляют для погребения на Землю через звёздные врата.                                      |            |                                                     |                  |
| 58 | 18         | «Погружение» «Submersion»                           | 22 января 2007   |
| Маккей обнаруживает, что древние работали над альтернативой МНТ. У них была глубоководная буровая платформа, извлекавшая энергию магмы планеты. Атлантийцы отправляются туда, чтобы попытаться активировать её. Неожиданно Тейла начинает чувствовать присутствие рейфа. |            |                                                     |                  |
| 59 | 19         | «Месть» «The Vengeance»                             | 29 января 2007   |
| Таранцы, старые знакомые атлантийцев, неожиданно перестали выходить на связь. Команда Шеппарда отправляется на планету и обнаруживает поселение совершенно оставленным. В лабиринтах под поверхностью планеты атлантийцы обнаруживают множество мертвых тел. Нечто начинает охоту и на них. Позже они узнают, что попали в ловушку, устроенную их старым знакомым. |            |                                                     |                  |
| 60 | 20         | «Первый удар (первая часть)» «First Strike»         | 5 февраля 2007   |
| В Атлантиду прибывает новый земной корабль «Аполлон» с полковником Абрахамом Эллисом. На Земле узнали, что репликаторы вовсю строят флот, чтобы снова попытаться захватить Атлантиду, но на этот раз они используют обычный материал вместо «клеток» репликаторов. Поэтому на Земле решили, что Атлантида должна первой нанести удар по репликаторам. Тем временем азгарды смогли создать спутниковое оружие, способное уничтожить всех репликаторов на поверхности планеты. В Зоне 51 пытаются повторить открытие. И лишь доктор Вейр беспокоится по поводу всего этого плана — ведь они официально начинают войну. Притом войну против очень могущественного врага. |            |                                                     |                  |

## 4 сезон (2007—2008)
| № общий | № в сезоне | Название                                                      | Дата премьеры    |
| --- | ---------- | ------------------------------------------------------------- | ---------------- |
| 61 | 1          | «Дрейф (вторая часть)» «Adrift»                               | 28 сентября 2007 |
| Атлантида вынырнула из гиперпространства в неизвестной точке. Луч репликаторов сильно повредил магистральную электропроводку в городе, и потери энергии препятствуют продолжению полёта. Пока Маккей и Зеленка пытаются вернуть город в гиперпространство, доктор Келлер изо всех сил борется за жизнь смертельно раненной Элизабет Вейр. |            |                                                               |                  |
| 62 | 2          | «Единственная надежда (третья часть)» «Lifeline»              | 5 октября 2007   |
| Энергии в МНТ Атлантиды оставалось на считанные часы. Единственным спасением мог стать только новый МНТ. По случайности, мощности джампера как раз хватало, чтобы добраться до планеты репликаторов. На дело отправились Шепард, Маккей, Вейр и Декс. Элизабет была их козырем, но все понимали, что эту карту могут разыграть и репликаторы. |            |                                                               |                  |
| 63 | 3          | «Воссоединение» «Reunion»                                     | 12 октября 2007  |
| Земляки Ронана обращаются к атлантийцам с просьбой помочь в атаке на военную базу рейфов. В ходе операции им придется столкнуться с неожиданным врагом. |            |                                                               |                  |
| 64 | 4          | «Призрак-двойник» «Doppelganger»                              | 19 октября 2007  |
| Во время очередной миссии Шепард случайно становится носителем некого бестелесного инопланетянина. Гость пытается общаться с атлантийцами через их сны, вот только сны становятся жуткими кошмарами. С Джоном в роли Фредди Крюгера. |            |                                                               |                  |
| 65 | 5          | «Кочевники» «Travelers»                                       | 26 октября 2007  |
| Шепарда пленила очаровательная Ларрин, предводительница расы скитальцев. В отличие от большинства рас Пегаса этот народ решил укрываться от рейфов не на планете, а в космосе — многие поколения сменялись на кораблях, бороздящих галактику. Некоторое время назад они заметили появление новой силы в Пегасе, и их заинтересовало наличие у Джона гена атлантийцев. |            |                                                               |                  |
| 66 | 6          | «С чистого листа» «Tabula Rasa»                               | 2 ноября 2007    |
| Всю Атлантиду поразил вирус, вызывающий потерю памяти. Не затронул он только Ронана и Тейлу. Всем придется объединить усилия, чтобы срочно найти лекарство, пока память не исчезла полностью. |            |                                                               |                  |
| 67 | 7          | «Пропавшие» «Missing»                                         | 9 ноября 2007    |
| Тейла в компании доктора Келлер отправилась на Новый Атос, куда был переселен её народ, но теперь таинственно исчез. Там они практически сразу столкнулись с примитивным воинственным народом, от которого приходится спасаться бегством. |            |                                                               |                  |
| 68 | 8          | «Провидец» «The Seer»                                         | 16 ноября 2007   |
| Поиск атозианцев приводит Тейлу к человеку, который обладает необычайным провидческим даром. Он не только рассказывает ей, что её народ жив, хоть и сокрыт тьмой, а будущему Атлантиды угрожают ульи рейфов, летящие к ней. Кроме этого он знает, что Тейла беременна, хоть пока и никому не сказала об этом. |            |                                                               |                  |
| 69 | 9          | «Перекресток Миллер» «Miller's Crossing»                      | 30 ноября 2007   |
| После воссоединения семьи, Родни поддерживал постоянный контакт со своей сестрой, и когда это стало известно не тем людям, Джинни попала в ловушку. Маккей отправился искать её, но угодил в ту же западню. Они оказались в лаборатории медицинской корпорации, занимавшейся созданием лекарств на основе инопланетных технологий. Президент корпорации решил вылечить свою дочь, смертельно больную лейкемией, с помощью нанитов. Но девочке стало только хуже. Пока Маккей с сестрой занимался их перепрограммированием, на Землю прибыла команда атлантийцев, чтобы участвовать в поисках пропавших товарищей. |            |                                                               |                  |
| 70 | 10         | «Суета земная (первая часть)» «This Mortal Coil»              | 7 декабря 2007   |
| Когда неизвестный снаряд неожиданно попадает в Атлантиду, вся команда приходит в ужас, предполагая, что это репликаторы нашли город. Но Шепард понимает, что странности только начинаются. |            |                                                               |                  |
| 71 | 11         | «Помяни мои грехи (вторая часть)» «Be All My Sins Remember'd» | 4 января 2008    |
| Команда желает уничтожить асуран раз и навсегда, собирая флот из кораблей-ульев для борьбы вместе с «Дедалом» и «Аполлоном». Не все корабли желают ввязываться в бой, а сама экспедиция может привести к событиям вне их контроля. |            |                                                               |                  |
| 72 | 12         | «Боевые трофеи (третья часть)» «Spoils of War»                | 11 января 2008   |
| Команда Атлантиды успешно захватывает корабль-улей, повреждённый в совместной битве против асуран. В процессе, они извлекают критическую информацию которая может помочь им в их непрекращающейся борьбе с рейфами. |            |                                                               |                  |
| 73 | 13         | «Карантин» «Quarantine»                                       | 18 января 2008   |
| Атлантис неожиданно инициирует режим изоляции: все двери заблокированы, радиосвязь не работает, жители маленькими группами отрезаны друг от друга в разных отсеках. Картер и Зеленка застряли в транспортере, и Шепарду с Лорном довольно легко удается освободить их. Для дальнейшего продвижения по городу им приходится задействовать вентиляцию. Маккей не сразу узнаёт о проблемах, приятно проводя время в ботанической лаборатории своей подруги, Кейти Браун. |            |                                                               |                  |
| 74 | 14         | «Хармони» «Harmony»                                           | 25 января 2008   |
| На знакомой планете, Шепард и Маккей соглашаются провести принцессу Хармони к храму, где она сможет стать королевой. Но даже это простое задание усложняется присутствием отряда дженай охотящихся на Гармонию по приказу её сестры. |            |                                                               |                  |
| 75 | 15         | «Изгой» «Outcast»                                             | 1 февраля 2008   |
| После смерти отца Шепарда, он и Ронон возвращаются на Землю чтобы помянуть его, но узнают что случилось кое-что невероятное — на Земле буянит человекоподобный репликатор. Расследовав ситуацию, они понимают что он был нелегально создан земными учёными. |            |                                                               |                  |
| 76 | 16         | «Трио» «Trio»                                                 | 8 февраля 2008   |
| На другой планете, Маккей, Келлер и Картер оказываются запертыми в пещере, без возможности выбраться. Чтобы скоротать долгие часы, это трио пытается узнать друг друга получше. |            |                                                               |                  |
| 77 | 17         | «Мидуэй» «Midway»                                             | 15 февраля 2008  |
| Мидуэй — аэропорт в г. Чикаго, шт. Иллинойс, США, который (несмотря на то, что имеет статус международного) используется преимущественно для внутренних рейсов. Название космической станции в сериале дано по аналогии с этим аэропортом.</ref> (англ. Midway) По просьбе Картер, Тил’к путешествует в Атлантиду чтобы помочь Ронону, когда Международный Комитет начинает ему угрожать. Когда между двумя воинами начинает возникать трение, они узнают что группа рейфов пробралась на космическую станцию Мидуэй и Землю.                                                                                     |            |                                                               |                  |
| 78 | 18         | «Кровные узы. Часть 1» «The Kindred. Part 1»                  | 22 февраля 2008  |
| Загадочная новая эпидемия охватывает галактику Пегас. Тейла уверена что отец её ребёнка пытается связаться с ней посредством телепатических видений на тему чумы… но виновником видений оказывается старый знакомый экспедиции. |            |                                                               |                  |
| 79 | 19         | «Кровные узы. Часть 2» «The Kindred. Part 2»                  | 29 февраля 2008  |
| Вся команда в шоке при появлении Карсона Беккетта в одежде Майкла. Но для того чтобы он смог вернуться в Атлантиду, команде придётся провести отчаянную операцию по излечению друга; но эта операция может оказаться на руку Майклу. Тейла обнаруживает важную информацию о её племени. |            |                                                               |                  |
| 80 | 20         | «Последний (первая часть)» «The Last Man»                     | 7 марта 2008     |
| Шепард возвращается с рутинного задания и обнаруживает Атлантиду заброшенной и окружённой песчаными дюнами. Оставшись последним в Атлантиде, он должен узнать причину этого загадочного события. |            |                                                               |                  |

## 5 сезон (2008—2009)
| № общий | № в сезоне | Название                                                   | Дата премьеры    |
| --- | ---------- | ---------------------------------------------------------- | ---------------- |
| 81 | 1          | «Спасательная операция (вторая часть)» «Search and Rescue» | 11 июля 2008     |
| Картер начинает операцию по спасению пострадавших от крупного взрыва в комплексе Майкла. Однако вскоре спасательная экспедиция перерастает в стычку с Майклом и его армией из человек-ирактусных гибридов. |            |                                                            |                  |
| 82 | 2          | «Побеги» «The Seed»                                        | 18 июля 2008     |
| Загадочный инопланетный организм выбирает доктора Келлер в качестве носителя. Чтобы спасти её от смерти, пробужденный из стазиса Беккет и атлантийцы вынуждены отчаянно искать сыворотку. Причём найти её нужно до того, как паразит сумеет захватить Атлантиду.                                                                  |            |                                                            |                  |
| 83 | 3          | «Порвать с прошлым» «Broken Ties»                          | 25 июля 2008     |
| Тайр (см. эпизод «Воссоединение»), захватывает Ронана и передаёт Рейфам. Спасательной экспедиции удалось захватить Тайра. После лечения, он хочет спасти друга. Остаётся понять можно ли ему доверять? |            |                                                            |                  |
| 84 | 4          | «Другой Дедал» «The Daedalus Variations»                   | 1 августа 2008   |
| Экспедиция на Атлантиде сталкивается с «Дедалом», дрейфующим в космосе без экипажа. Согласно бортовому журналу, экипаж эвакуировался на ближайшую планету, но главное — командиром этого земного крейсера является капитан Соболь. Возникает вопрос — кто такая капитан Соболь?                                                   |            |                                                            |                  |
| 85 | 5          | «Компьютерный призрак» «Ghost In the Machine»              | 16 августа 2008  |
| Оставшиеся в живых репликаторы из группы Неама прибывают на Атлантиду в поисках способа вознесения. |            |                                                            |                  |
| 86 | 6          | «Святыня» «The Shrine»                                     | 22 августа 2008  |
| Родни Маккей заражается паразитом, который вызывает симптомы, характерные для болезни Альцгеймера. Самое ужасное, что ему уже ничем нельзя помочь. По крайней мере, так заявляет доктор Келлер. Но так ли безнадёжна ситуация на самом деле?                                                                                      |            |                                                            |                  |
| 87 | 7          | «Шёпот во мгле» «Whispers»                                 | 5 сентября 2008  |
| Шепард и Беккет присоединяются к команде майора Энни Телди на планете с одной из исследовательских лабораторий Майкла, скрытых в системе пещер планеты и предназначавшихся для создания ранних версий человек-ирактусных гибридов. К сожалению для атлантийцев, гибриды Майкла проснулись.                                        |            |                                                            |                  |
| 88 | 8          | «Королева» «The Queen»                                     | 12 сентября 2008 |
| Тейла выдаёт себя за королеву улья Тодда (Кристофер Хейердал), давая ему возможность вступить в переговоры с другим ульем и его королевой. |            |                                                            |                  |
| 89 | 9          | «Маячок» «Tracker»                                         | 19 сентября 2008 |
| Атлантийцы прибывают на планету, где Рейфы преследуют Беглеца. События принимают неожиданный оборот, когда Беглец захватывает Келлер — ему нужно, чтобы она оказала медицинскую помощь его 10-летней спутнице. Маккей и Декс отправляются на поиски Дженнифер.                                                                    |            |                                                            |                  |
| 90 | 10         | «Первый контакт (первая часть)» «First Contact»            | 26 сентября 2008 |
| Дэниэл Джексон возвращается на Атлантиду, чтобы найти лабораторию мятежного лантийского учёного Януса. Найдя эту лабораторию, они с Маккеем невольно активируют подпространственный передатчик. Спустя некоторое время Атлантиду навещают таинственные инопланетяне и похищают Родни и Дэниэла.                                   |            |                                                            |                  |
| 91 | 11         | «Затерянное племя (вторая часть)» «The Lost Tribe»         | 10 октября 2008  |
| Шепард должен спасти Маккея и Дэниэла Джэксона из лаборатории Януса до того, как Тодд, угнавший звёздный крейсер Земли, доберется до них первым. |            |                                                            |                  |
| 92 | 12         | «Чужеземцы» «Outsiders»                                    | 17 октября 2008  |
| Шепард и его отряд встречают мужчину и женщину, двоих из того немногочисленного числа баларанцев, переживших на своей родной планете эпидемию хоффанской чумы, а теперь живущих среди народа, которому помогает доктор Беккет. |            |                                                            |                  |
| 93 | 13         | «Трибунал» «Inquisition»                                   | 24 октября 2008  |
| Атлантийцы обвиняются в преступлениях против народов Пегаса на трибунале. Процесс был начат некой «Коалицией», день за днём набирающей свою силу и влияние в галактике Пегас. Вполне вероятно, за Коалицией стоят дженаи. |            |                                                            |                  |
| 94 | 14         | «Блудный сын» «Prodigal»                                   | 7 ноября 2008    |
| В поиске ребёнка Тейлы, Майкл и его гибриды захватывают Атлантиду. В то время как гибриды один за другим берут под свой контроль все новые секторы города, взводы Шепарда и Лорна пытаются отбить у них город обратно. |            |                                                            |                  |
| 95 | 15         | «Последний шанс» «Remnants»                                | 14 ноября 2008   |
| Придя в сознание, Джон Шепард обнаруживает себя связанным по рукам и ногам в лесу на нынешней «домашней» планете Атлантиды. Вскоре открывается, что его похитил Акастус Коля. В самой Атлантиде возникают проблемы иного рода: Вулси, Маккей и остальная часть команды делают шокирующее открытие о «домашней» планете Атлантиды. |            |                                                            |                  |
| 96 | 16         | «Эврика» «Brain Storm»                                     | 21 ноября 2008   |
| Родни Маккей приглашён на научную презентацию устройства управления погодой. Но совсем скоро все начинает идти не так, как хотелось бы. |            |                                                            |                  |
| 97 | 17         | «Инфекция» «Infection»                                     | 5 декабря 2008   |
| На орбите Атлантиды появляется корабль рейфов и присылает просьбу о помощи. Отряд отправляются на разведку и узнает, что рейфов и их улей поразило странное заболевание. |            |                                                            |                  |
| 98 | 18         | «Идентификация» «Identity»                                 | 12 декабря 2008  |
| Устройство древних приводит к тому, что доктор Келлер меняется телом с женщиной по имени Нива. Когда становится ясно, что произошло, отряд Шепарда вместе с доктором Карсоном Бекеттом должен найти и отключить прибор. |            |                                                            |                  |
| 99 | 19         | «Однажды в Вегасе» «Vegas»                                 | 2 января 2009    |
| Детектив Джон Шепард и агент ФБР Ричард Вулси расследуют в Лас-Вегасе (шт. Невада) дело, касающееся нескольких убийств, отличительная черта которых — тела выглядят так, как будто из них высосали жизнь. Вполне вероятно, что в Лас-Вегасе орудует голодный рейф.                                                                |            |                                                            |                  |
| 100 | 20         | «Враг у ворот» «Enemy at the Gate»                         | 9 января 2009    |
| Команда узнает, что ненасытные Рейфы сумели приобрести несколько МНТ для усиления ещё более устрашающего корабля-улья — и теперь он направляется к Земле. |            |                                                            |                  |